# ジミーとジョルジュ 心の欠片を探して
『ジミーとジョルジュ 心の欠片を探して』（ジミーとジョルジュ こころのかけらをさがして、Jimmy P）は2013年のフランスのドラマ映画。
フランスの臨床精神分析医ジョルジュ・ドゥヴルーが1951年に発表した著書『夢の分析:或る平原インディアンの精神治療記録』を原作とし、アルノー・デプレシャンが監督・脚本を務めた。出演はベニチオ・デル・トロ、マチュー・アマルリックなど。
第二次世界大戦後の1948年のアメリカ合衆国を舞台に、原因不明の心の病に苦しむアメリカ先住民とフランス人の精神分析医が、診療を通してお互いの魂に触れ合うさまを描く。

## キャスト
- ジェームズ（ジミー）・ピカード - ベニチオ・デル・トロ
- ジョルジュ・ドゥヴルー（英語版） - マチュー・アマルリック
- マドレーヌ - ジーナ・マッキー
- メニンガー医師 - ラリー・パイン
- ホルト医師（英語版） - ジョゼフ・クロス
- ヨークル医師 - エリヤ・バスキン
- ジャック - ゲイリー・ファーマー（英語版）
- ゲイル・ピカード - ミシェル・スラッシュ（英語版）
- ジェーン - ミスティ・アッパム
- ドール - ジェニファー・ポデムスキー（英語版）
- アラン - マイケル・グレイアイズ（英語版）
- 分裂症のインディアン - A・マルティネス